# ليلى (مسلسل تركي)
ليلى (بالتركية: Lale Devri)‏ وهو مسلسل تلفزيوني تركي من بطولة تولجاهان سايشمان، سيلين سويدر، خديجة أصلان، سيريناي ساريكايا، كينان بال وأمينة جاهوفيتش، حيث عرض من سنة 2010 إلى 2014.

## قصة المسلسل
يحكي المسلسل قصة شاب غني إسمه جلنار يتزوج فجأة من ليلى وهي فتاة غنية أعجب بطيبوبتها وفتن بجمالها. كان هذا الزواج دون عِلم والديهم وعندما يعلمان بالامر سيفاجئون بذلك ثم يحاولون اقناع جلنار بالطلاق من ليلى لكنهم سيفشلون في ذلك ثم تحصل بعض المشاكل بين جلنار وليلى بسبب غيرة ليلى من أختها نسيم التي تغرم بجلنار أيضاً وبينما ليلى حامل ببنت من جلنار تموت فجأةً وإبنتها تبقى على قَيد الحياة، فتسوء أوضاع جلنار لحزنه الكبير على فُراق زوجته ويميل إلى الوحدة بينما تحاول نسيم أن تنسيهِ ليلى وفي الأخير يكتشف مشاعره اتجاها ويقيم علاقة معها لكن يتهرب في اللحظة الأخيرة خوفاً أن يحزن مرة أُخرى بسبب الحُب بعد فراق زوجته ولانها قوية ولاتناسب عائلته وخاصة انها اخت زوجته السابقة. أثناء زفاف صديقه (يوسف) سيتعرف على نهاد اخت زوجة يوسف (سلوى). نهاد فتاة بسيطة عاشت ظروفا قاسية بسبب وفاة ابنتها وتعنيف زوجها لها.خلال لقائهما في حفلة الزفاف سيتزوجا زواجا شكليا لكي يهرب من نسيم ونهاد تنسى مشاعرها اتجاه خطيب اختها لكن الامور ستمشي عكس ذلك لان جلنار سيقع في غرام نهاد وهي ستبادله نفس الشعور ستلد نسيم طفلا من جلنار. غيرة نسيم وحبها القوي لجلنار ستدفعها لافتعال المشاكل بين نهاد وجلنار بمساعدة طليق نهاد بحيت ان جلنار سيظن ان نهاد تخونه مع زوجها السابق في الليلة التي كانت ستعترف له بحملها سيعيشان مشاكل وصعوبات لدرجة انهما سيصلا إلى الطلاق بعد ان اكتشف براءة نهاد لكنها لم تسامحه على عدم وثوقه بها وبعدها يتزوج بنسيم وتعود المشاعر بينهما لكن مرض ابن نسيم وفقدانها السيطرة على الامور جعلت جلنار يشك بها حتى اكتشف المشاكل التي افتعلتها نسيم بسبب غيرتها وبعدها تنتحر نسيم وجلنار يعيد الزواج بنهاد مرة ثانية وزمرد تالشكران تنتقم لإبنتيها نسيم وليلى من عائلة إلجاز وتفلسهم وتأخذ منهم الشركة والقصر.

## الممثلون
- تولاجاهان سايسمان بدور جلنار بطل المسلسل.
- أمينة صندل بدور ليلى بطلة المسلسل.
- سيريناي ساريكايا بدور نسيم بطلة المسلسل.
- حمودي نادر بدور اتيش بطل المسلسل
- سيلين سويدر بدور نُهاد زوجة جلنار الثانية.
- خديجة أصلان بدَور زُمُرد والدة ليلى.
- كينان بال بِدور نجيب ألجاز عم جلنار ووالده من دون علمهِ.
- غول أونات بدور إقبال
- أيتين سويكوك بِدَورْ ريحان شقيقة نجيب.
- هاكان بشكين بدور أكرم شقيق ليلى ونسيم.

## روابط خارجية
- ليلى على موقع IMDb (الإنجليزية)
- ليلى على موقع كينوبويسك (الروسية)
- ليلى على موقع قاعدة بيانات الفيلم (الإنجليزية)